# Livre d'heures de Marie d'Harcourt
Le livre d'heures de Marie d'Harcourt est un livre d'heures datant du premier quart du XVe siècle et commandé pour Marie d'Harcourt, duchesse de Gueldre. Découpé en deux parties, la première est conservée à la Bibliothèque d'État de Berlin et la seconde à la bibliothèque nationale autrichienne.

## Historique
Marie d'Harcourt est la fille de Jean VI d'Harcourt et d'Aumale et de Catherine de Bourbon, fille de Pierre, duc de Bourbon et sœur de la reine Jeanne, épouse de Charles V. Elle épouse le 5 mai 1405 Renaud IV de Gueldre. Elle est donc la cousine de Charles VI de Valois, du duc d'Orléans, suzerain du duc de Gueldre, mais aussi par alliance de Jean Ier de Berry. Elle partage avec ce dernier le goût pour les manuscrits luxueux. Commandé vers 1415, sa réalisation a demandé plusieurs campagnes. Le texte est sans doute copié à l' abbaye de Marienborn (nl) entre Oosterbeek et Arnheim. En effet, la vigile de la fête de saint Matthieu est rédigée en bas allemand avec une écriture qui est celle du moine Helmich de Leev et datée du 23 février 1415. Les enluminures sont sans doute réalisées dans la ville de Nimègue, sans doute par trois enlumineurs successifs.
La duchesse de Gueldre meurt sans descendance en 1425. L'ouvrage passe en 1427 dans les collections des ducs de Berg. En 1614, l'ouvrage passe dans les collections de Brandebourg-Prusse. À cette date, le manuscrit a déjà été divisé en deux volumes : seul le premier entre en possession des Brandebourg. En 1701, il entre à la bibliothèque royale de Prusse, devenu l'actuelle bibliothèque d'État de Berlin. L'autre volume entre dans les collections du château d'Ambras. En 1655, il entre à la Hofbibliothek, devenue bibliothèque nationale autrichienne. 
Les deux parties ont été réunies pour une exposition à Vienne en 1962 intitulée Europäische Kunst um 1400, puis partiellement en 2005 lors d'une exposition à Nimègue.

## Description
Le manuscrit de Berlin contient 483 feuillets de 132 mm par 184 mm avec 6 miniatures de pleine page et 86 petites miniatures encadrées de lierre stylisé, ou de fleurs. Sa reliure a été démontée pour des raisons de conservation. Le manuscrit de Vienne contient 137 folios de 185 sur 135 mm mais sans miniature, contenant simplement des décorations de marge et des grotesques. 
Trois mains d'enlumineurs sont distinguées : anonymes, elles sont désignées ainsi : 
- première campagne : le Maître de Marie de Gueldre
- deuxième campagne : le Maître de la Passion
- troisième campagne, vers 1425 : les Maîtres d'Otto van Moerdrecht

La première miniature montre la duchesse de Gueldre. Vêtue d'une houppelande bleue dont la traîne dépasse le cadre de l'image, elle lit son livre d'heures tandis que deux anges arrivent derrière elle dont l'un avec un phylactère qui est rédigée en allemand : O milde Maria (Ave Maria en latin). Au-dessus se tient Dieu le Père dans une cartouche bleue qui envoie la colombe du Saint Esprit. Derrière elle, cinq disques d'argent. Le thème de l'Hortus conclusus, ou jardin enclos, symbolise le paradis et la clôture de roses évoque la Vierge. Certains ont voulu y voir justement une représentation de la Vierge, or il y manque plusieurs éléments : aucun ange ne représente véritablement l'archange Gabriel et le personnage n'est pas entouré d'un halo. Selon Erwin Panofsky, elle symbolisait ici la maternité de la Vierge, rappelant le désir de maternité de la commanditaire. Or Marie d'Harcourt est décédée sans enfant.

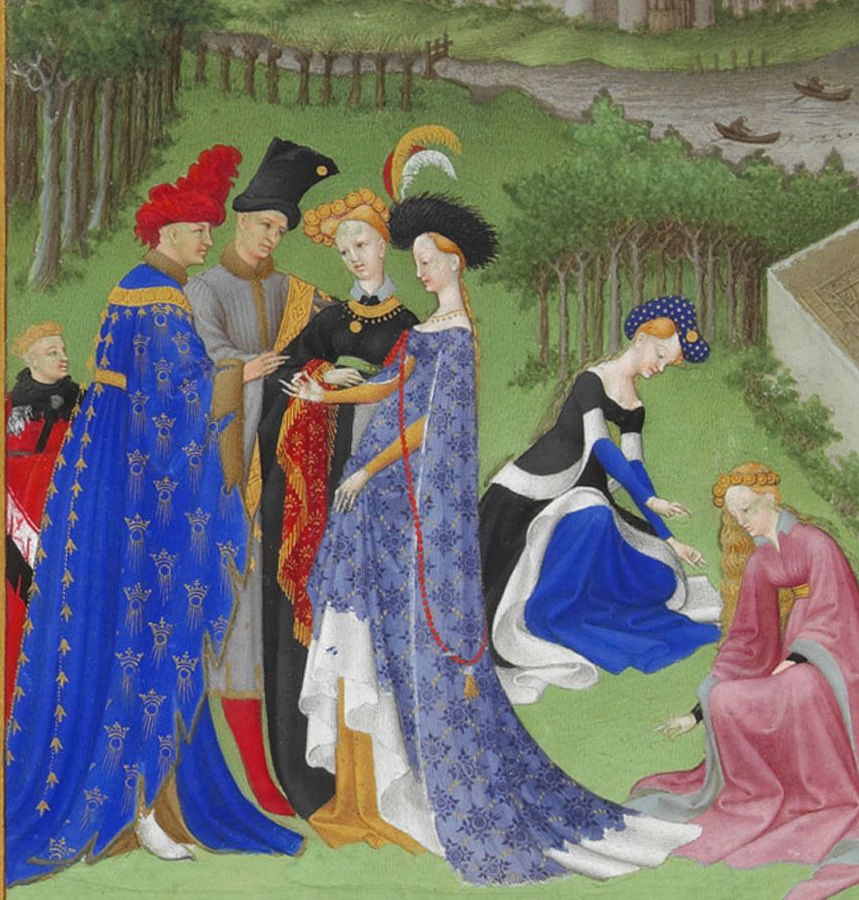
Détail du mois d'Avril des Très Riches Heures

Une des sources d'inspiration de l'iconographie du manuscrit pourrait venir des frères de Limbourg, originaire de Nimègue, lieu de réalisation des miniatures. La tenue et la pose de la duchesse rappellent directement les femmes présentes dans certaines miniatures des mois des Très Riches Heures du duc de Berry et notamment le mois d'Avril.